# Tableau kanban
 (décembre 2016).
Si vous disposez d'ouvrages ou d'articles de référence ou si vous connaissez des sites web de qualité traitant du thème abordé ici, merci de compléter l'article en donnant les références utiles à sa vérifiabilité et en les liant à la section « Notes et références ».
En pratique : Quelles sources sont attendues ? Comment ajouter mes sources ?

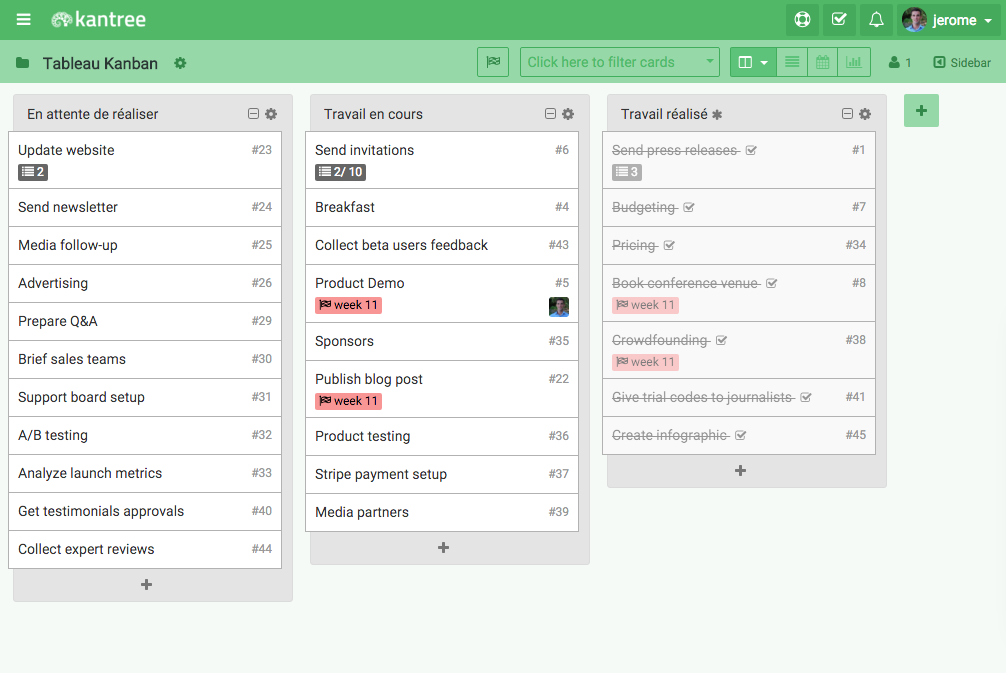
Un tableau kanban numérique

Un tableau kanban est un outil de travail permettant d'appliquer la méthode kanban à un flux de travail.
Les tableaux kanban utilisent des fiches kanban pour visualiser l'évolution des unités de travail dans un processus de production. Chaque fiche est représentée par une carte dont la position correspond à sa situation dans le processus et dont le déplacement dans le tableau correspond à son avancement. Un tableau kanban est généralement divisé en trois sections : "en attente", "en cours" et "réalisé". Les collaborateurs déplacent chaque carte d'une section à l'autre du tableau pour représenter l'évolution de l'élément dans le projet.

## Utilisation
Les tableaux kanban sont utilisés dans de nombreuses entreprises et peuvent être adaptés à de nombreux types de projets. Ils sont particulièrement employés dans les fonctions suivantes :
- Développement de logiciel

Les colonnes généralement utilisées en méthode de développement agile sont: Arriéré, Prêt, En cours, En test, Approuvé et Réalisé.
- Développement commercial[4]
- Gestion de ressources humaines[5]
- Stratégie organisationnelle et direction d'entreprise[6]
- Gestion de tâches personnelles (ou "kanban personnel")[7],[8]
- Audit[9]

## Principes
- visualiser le flux de travail
- limiter les encours[10]
- déplacer le travail d'une colonne à l'autre
- surveiller, adapter, améliorer [11]